# 김은영 (1968년)
김은영(張泰榮, 1968년 1월 23일 ~ )은 대한민국의 제10·11대 전라북도 전주시의원이다.

## 학력
- 전북대학교 전산통계학과 졸업

### 비학위 수료
- 성산효대학원대학교 효교육학 석사 졸업
- 성산효대학원대학교 효교육학 박사 수료

## 경력
- 국제라이온스협회 전북지부 직능부총재
- 대전광역시 효교육원 교수
- (사)전북노인복지효문화연구원 교육국장
- (사)인성교육범국민실천연합 사무국장
- 더불어민주당 전북도당 효실천특별위원장
- 2017.05 ~ 2018.06 제10대 전라북도 전주시의회 의원
- 2017.05 ~ 2018.06 제10대 전라북도 전주시의회 후반기 도시건설위원회 위원
- 2017.05 ~ 2018.06 제10대 전라북도 전주시의회 후반기 예산결산위원회 부위원장
- 전주시 배드민턴협회 자문위원
- 2018.07 ~ 2022.04 제11대 전라북도 전주시의회 의원
- 2018.07 ~ 2020.07 제11대 전라북도 전주시의회 전반기 도시건설위원회 위원
- 2018.07 ~ 2020.07 제11대 전라북도 전주시의회 전반기 예산결산특별위원회 위원
- 2020.07 ~ 2022.04 제11대 전라북도 전주시의회 후반기 행정위원회 위원장

## 역대 선거 결과
|  | 61.61% |

|  | 32.36% |